# Osieczko-Kolonia
Osieczko-Kolonia – część miasta Osiek w Polsce położona w województwie świętokrzyskim, w powiecie staszowskim, w gminie Osiek. Osiedle domków jednorodzinnych w Osieku, w sąsiedztwie Zespołu Szkół Ponadpodstawowych w Osieku. Nie posiada odrębnych władz administracyjnych, należy do miasta Osiek.
W przeszłości była to samodzielna wioska, która była najpierw przysiółkiem wioski Osieczko, a następnie jego kolonią. W wyniku rozrostu się dzisiejszego miasta Osiek przekształcono ją na odrębne osiedle mieszkaniowe. Procesu scalania z miastem Osiek, dokonano w momencie odzyskania praw miejskich w 1992 roku. A odebranych Osiekowi przez władze ówczesnego zaborcy rosyjskiego za udzielanie pomoc powstańcom przez ludność miejscową (lokalną) w 1864 roku.

## Geografia
Integralna część miasta Osiek – Osieczko-Kolonia położona jest 16,2 km na północny wschód od Połańca; 16,9 km na zachód, południowy zachód od Tarnobrzega; 21,3 km na wschód od Staszowa i 23,5 km na zachód, północny zachód od Nowej Dęby leżąc na wysokości 151 m n.p.m.

## Lokalizacja
Samo osiedle znajduje się między zabudowaniami Zespołu Szkół Ponadpodstawowych im. Jana Pawła II w Osieku, ulicą Sandomierską, ulicą Tarnobrzeską i ulicą Tylną. W dużej mierze zabudowane jest domkami jednorodzinnymi z lat 70., 80., 90. XX wieku, jak i nowszymi.

## Literatura
1. Bielec Jan (red.), Szwałek Stanisława: Wykaz urzędowych nazw miejscowości w Polsce. Ministerstwo Administracji, Gospodarki Terenowej i Ochrony Środowiska. T. II: K - P. Warszawa: GUS, 1981. Brak numerów stron w książce